# 華強路 (深圳)

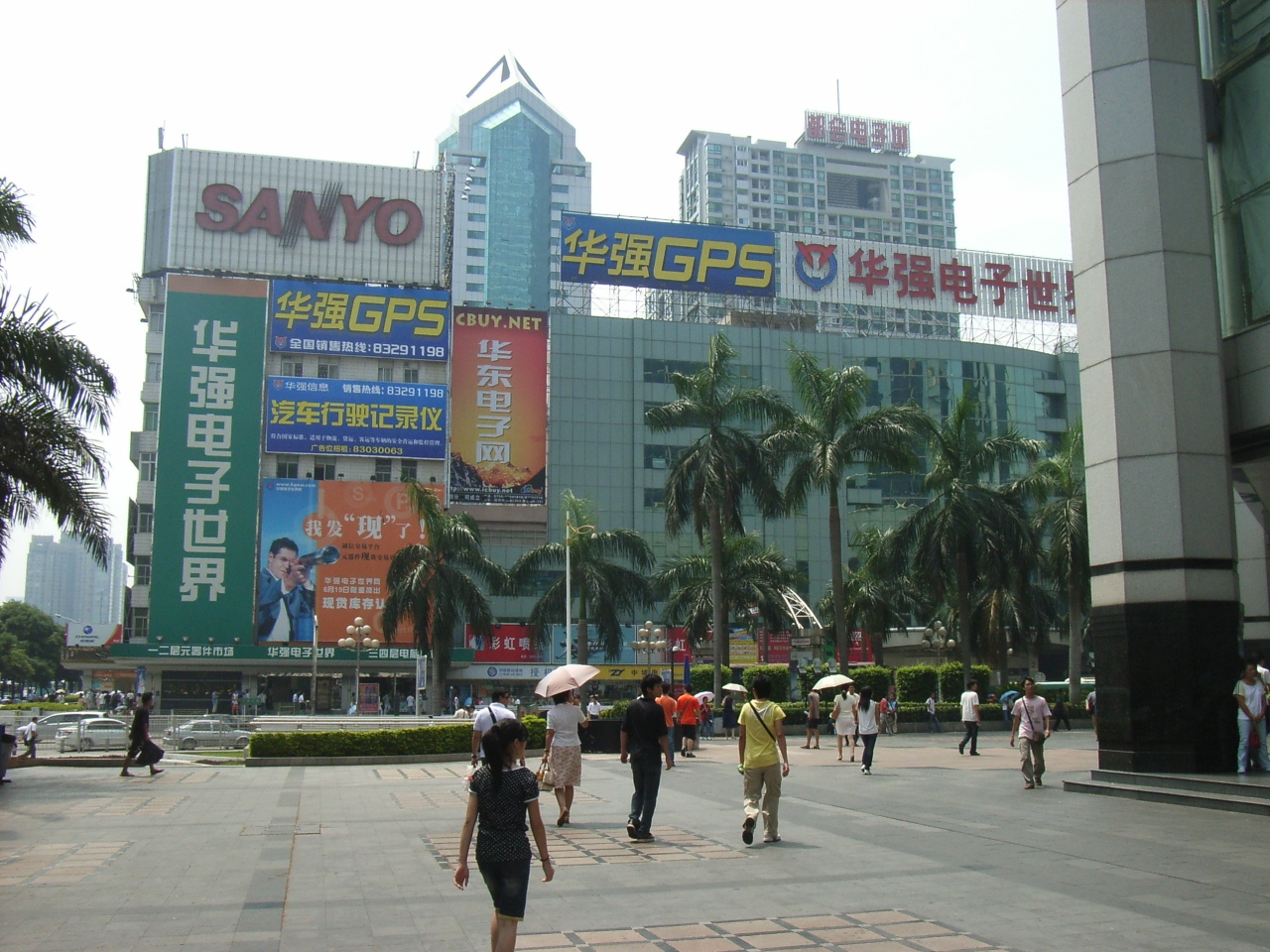
華強電子世界，華強路與深南路交界。

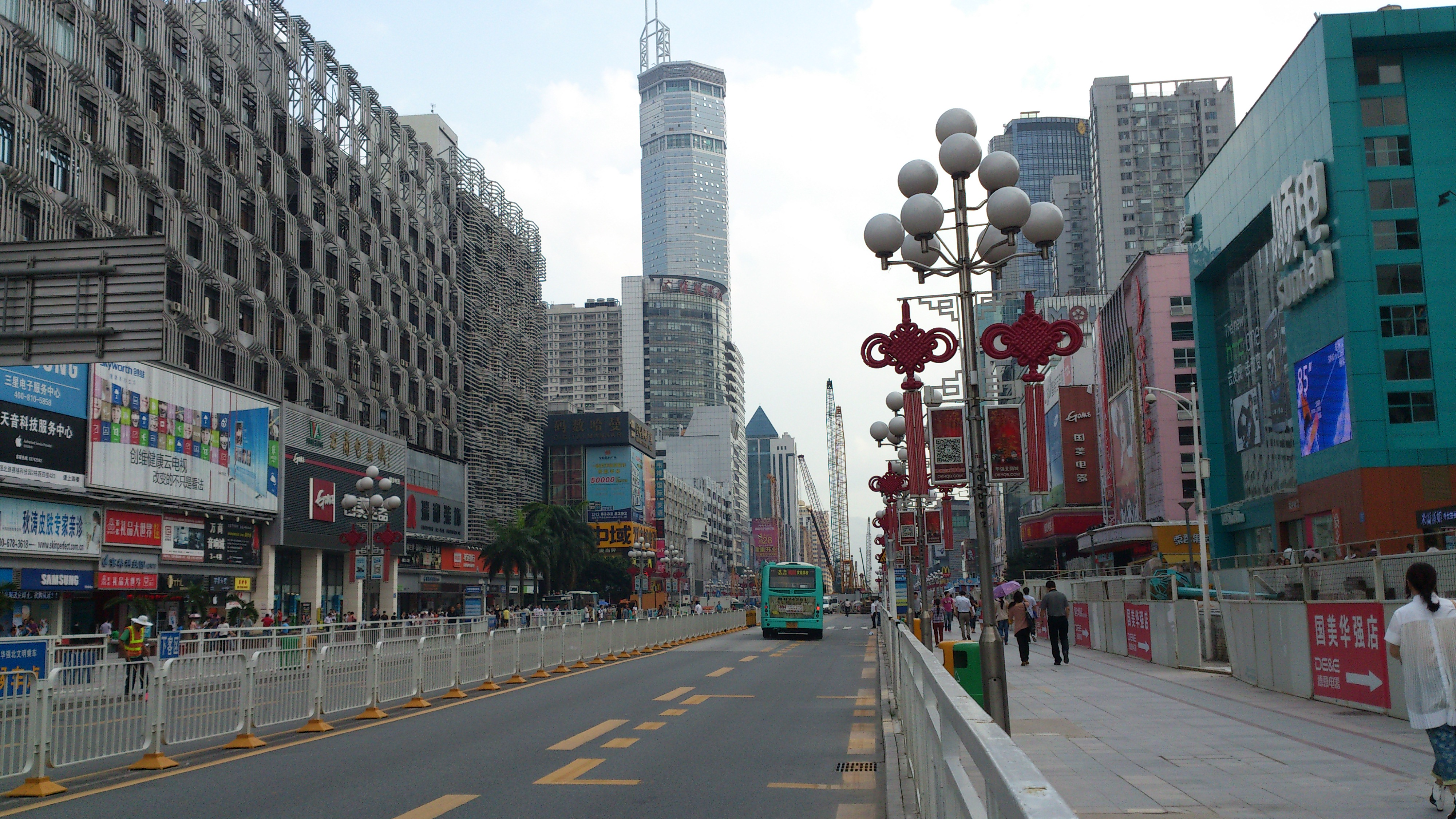
仍为机动车道的华强中路

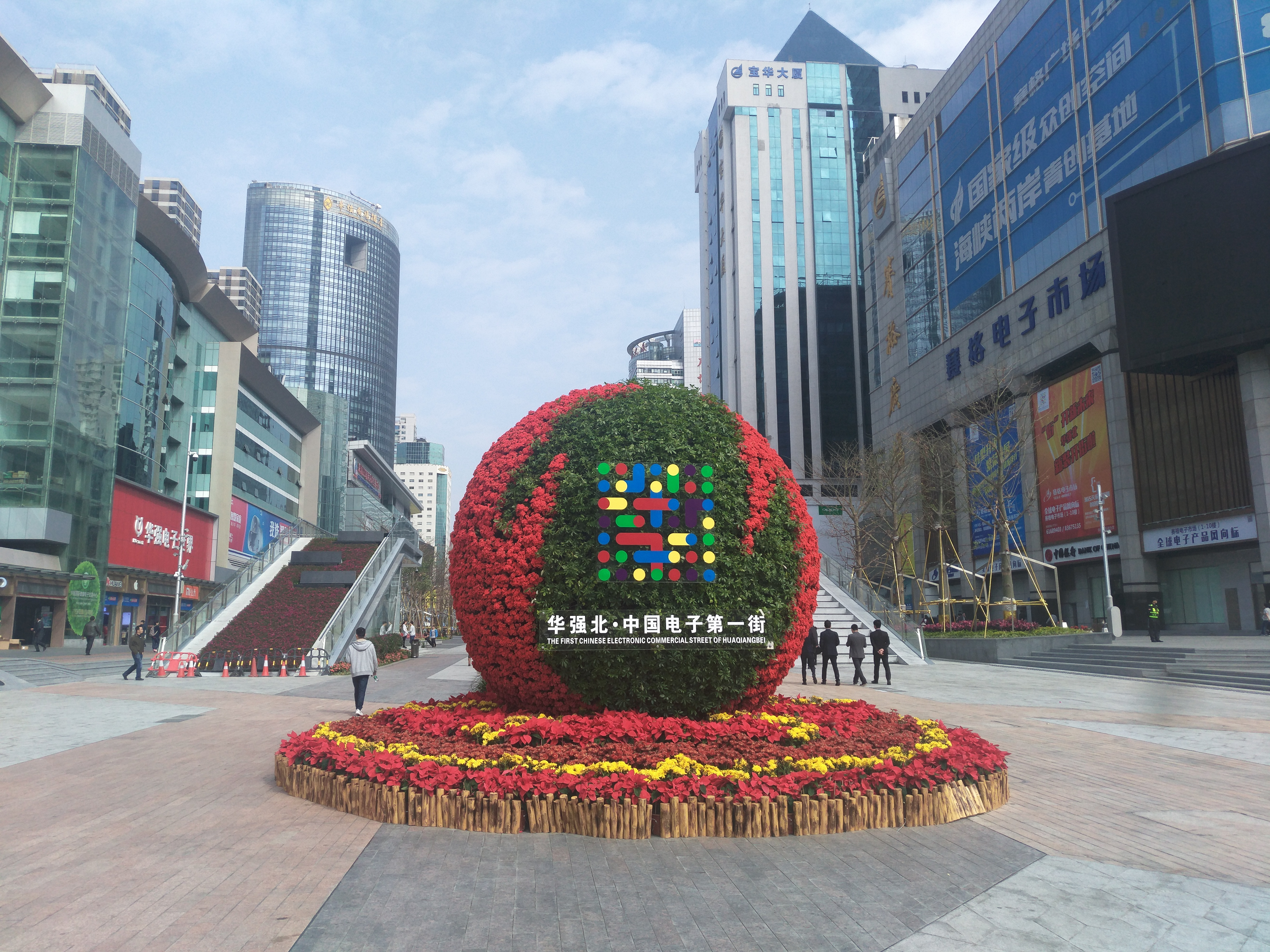
2017年重新开放的华强北步行街入口

华强路是中國深圳市一条南北走向的市政道路，位處深圳福田區東面，屬深圳市商業街之一。
華強路南抵滨河大道、北接笋岗西路，與深圳市東西主幹道深南路相交。华强路分为两段，深南路以南稱為華強南路，而深南路以北稱则為華強北路（其中深南路与红荔路之间路段曾叫做华强中路），是兩線雙向設計。有“中国电子第一街”之称的华强北商圈狭义上即该路的红荔路-深南大道段。
华强北路主干道（红荔路-深南大道段）于2013年3月至2017年因深圳地鐵7号线建设而进行封闭改造，之后就不再通行机动车，但沿线商场通过人行街保持畅通；而地铁完工后改造为商业步行街，除行人外只有小型应急车辆才能进入，且步行街下建有地下商業街。地面步行街已於2017年1月14日開放，而位于地下的商业街则到一年多以后的2018年7月才正式启用。

## 著名景点
华强路兩旁皆建有较矮的楼房，原称上步工业区，是华强、赛格、中航、中电等各大国有电子集团相关工厂的厂房；后改为由不同的商店经营。而当中在华强北路部分建有一电子商场名作「華強電子世界」，曾以发售「山寨手机（模仿知名手机的假货）」最为闻名；然而经过智能手机的市场调整和有关部门的打击之下已经不复往昔，现在华强北已成为电子，美妆，美食混合经营的综合型商业街转型。

## 接驳道路
- 滨河大道
- 福华路
- 深南路
- 振中路
- 振兴路
- 振华路
- 华富路
- 笋岗西路
- 泥岗西路

## 沿途机构、商业和设施等
华强路是深圳市繁华的商业区之一，因电子元件批发、电脑散件整机零售和商品零售而名。包括：
- 深圳市中医院
- 1號綫华强路站A、D出口
- 2號綫华强北站
- 3號綫华新站A、B出口
- 7號綫华强北站D、E出口
- 赛格广场
- 华强电子世界
- 茂業天地
- Nico女人世界名店
- 赛格电子世界
- 樂淘里
- 顺电家电世界
- 华联发大厦
- 群星购物广场
- 万商电脑城
- 圣廷苑酒店
- 无委大厦
- 华新村